# Glinus lotoides
Glinus lotoides är en kransörtsväxtart som beskrevs av Carl von Linné. Glinus lotoides ingår i släktet Glinus och familjen kransörtsväxter. Inga underarter finns listade i Catalogue of Life.